# 4月28日
4月28日是公历一年中的第118天（闰年第119天），离全年的结束还有247天。

## 大事记

### 20世紀以前
- 224年：阿爾達希爾一世的薩珊王朝軍隊在荷姆茲甘戰役殺害阿爾達班四世，安息帝國滅亡。
- 1192年：在第三次十字軍東征期間，阿薩辛派刺客在泰爾暗殺耶路撒冷國王科拉多一世。
- 1611年：天主教馬尼拉總教區總主教弥额尔·德贝纳维德斯（英语：Miguel de Benavides）於西屬東印度群島菲律賓都督府馬尼拉（今菲律賓馬尼拉）創辦聖多默大學，為亞洲最古老的大學。
- 1788年：英屬馬里蘭省加入美利堅合眾國，成為美國第七個州“馬里蘭州”。
- 1789年：英國皇家海軍邦蒂艦船員弗萊切·克里斯蒂安發動叛變，驅逐船長威廉·布萊等人。

### 20世紀
- 1908年：笠戶丸攜帶第一批移民巴西的日本人於神戶港啟航往巴西。
- 1910年：法国人路易·波朗（英语：Louis Paulhan）在伦敦到曼彻斯特飞行比赛中获胜並獲得1萬英鎊的獎金，这是第一次英国的長途飞行比赛。
- 1911年：格蘭特·莫頓（英语：Grant Morton）從飛行的飛機上降落在洛杉磯威尼斯（英语：Venice, Los Angeles）海灘，是人類第一次成功跳傘。
- 1920年：阿塞拜疆加入苏联。
- 1923年：博爾頓流浪者隊和西漢姆聯隊之間的足總杯決賽在倫敦帝國體育場開幕當天舉行。
- 1927年：中国共产党创始人之一李大钊等20人被以「和蘇俄裡通外國」為罪名，而被張作霖控制的北洋政府判處叛亂罪、絞刑處決。
- 1928年：中国共产党领导人毛泽东率领的秋收起义部队和朱德率领的南昌起义部队在井冈山会师。
- 1932年：一种黄热病疫苗被发明公布。
- 1945年：義大利共產黨游擊隊在米蘭附近處決獨裁者貝尼托·墨索里尼及其情婦克拉拉·貝塔奇。
- 1945年：歌剧《白毛女》在延安首演。
- 1952年：大部分同盟國國家與日本簽訂的《舊金山和約》正式生效，結束同盟國對日本的軍事佔領。
- 1952年：中華民國外交部代表葉公超和日本政府代表河田烈於臺北賓館舉行《中華民國與日本國間和平條約》簽署儀式。
- 1962年：中華民國第一家電視台台灣電視公司成立。
- 1969年：法蘭西第五共和國首任總統夏爾·戴高樂因為修憲公投遭到否決，決定辭去總統職務。
- 1988年：阿羅哈航空243號班機機艙在夏威夷上空瞬間失壓，造成飛機嚴重損毀，迫降於茂宜島的卡富魯伊機場。一名機組人員被拋出機艙外失蹤，而其餘65名乘客及機組人員生還。
- 1991年：中華民國海峽交流基金會第一次派員訪問北京。
- 1992年：中華民國台北市麥當勞民生東路店遭歹徒置放炸彈勒索，警員楊季章在拆除炸彈時不幸殉職。
- 1994年：澳大利亞塔斯馬尼亞州的亞瑟港發生縱慾殺手槍擊事件，造成35人死亡和超過37人重傷。
- 1995年：南韓大邱市一個地鐵地盤發生氣體爆炸，釀成101死143傷。
- 1996年：美國總統克林頓為白水事件進行4.5小時的作供。

### 21世紀
- 2001年：美国企业家丹尼斯·蒂托搭乘联盟TM-32前往国际太空站，成为第一位太空游客。
- 2003年：苹果电脑的iTunes音乐商店开放，在首周卖出1,000,000首歌曲。
- 2008年：胶济铁路发生了一起导致72人死亡、416人受伤的列车相撞事故。
- 2012年：苏州轨道交通1号线正式通车运营，这也是中国大陆第一条地级城市独立拥有的地铁线路。
- 2012年：干净与公平选举联盟在马来西亚首都吉隆坡发起要求改革选举的大规模集会，参加者在与警方发生冲突后导致512人被捕。
- 2018年，中華民國桃園市平鎮區的敬鵬工廠發生火警，後造成6名消防員殉職，2名移工不治。

## 出生
- 32年：奧托，羅馬皇帝（69年逝世）
- 1268年：腓力四世，法蘭西國王（1314年逝世）
- 1442年：爱德华四世，英格蘭國王（1483年逝世）
- 1545年：李舜臣，李氏朝鲜将军、民族英雄（1598年逝世）
- 1676年：弗雷德里克一世，瑞典國王（1751年逝世）
- 1758年：詹姆斯·门罗，美国政治人物，第5任美國總統（1831年逝世）
- 1774年：弗朗西斯·貝利，英國天文學家（1844年逝世）
- 1865年：藤根吉春，日本農學家（1941年逝世）
- 1868年：格奧爾基·沃羅諾伊，烏克蘭數學家（1908年逝世）
- 1868年：海倫·德·波塔萊斯，瑞士女子帆船運動員（1945年逝世）
- 1889年：安东尼奥·德·奥利维拉·萨拉查，葡萄牙政治人物，前任葡萄牙总理（1970年逝世）
- 1896年：艾莫·拉赫蒂，芬蘭武器設計師（1970年逝世）
- 1897年：叶剑英，中國革命家、政治家、军事家（1986年逝世）
- 1900年：蔡旨禪，台灣女性漢文詩人（1958年逝世）
- 1900年：扬·奥尔特，荷兰天文学家（1992年逝世）
- 1902年：亞歷山大·科耶夫，俄裔法國哲學家（1968年逝世）
- 1906年：库尔特·哥德尔，奥地利数学家（1978年逝世）
- 1908年：奧斯卡·辛德勒，二战中拯救千余名犹太人的德國商人（1974年逝世）
- 1913年：杨朔，中國作家（1968年逝世）
- 1924年：肯尼思·卡翁達，尚比亞政治人物，首任尚比亞總統（2021年逝世）
- 1926年：哈波·李，美國作家，代表作《梅岡城故事》（2016年逝世）
- 1928年：伊夫·克萊因，法國藝術家（1962年逝世）
- 1928年：尤金·舒梅克，美國天文學家，舒梅克－李維九號彗星的共同發現者之一（1997年逝世）
- 1936年：許賢發，香港政界人物（2016年逝世）
- 1937年：薩達姆·海珊，伊拉克政治人物、獨裁者，前任伊拉克總統（2006年逝世）
- 1941年：卡爾·巴里·沙普利斯，美國化學家，2001年暨2022年諾貝爾化學獎得主
- 1943年：帥化民，台灣退役軍人
- 1948年：泰瑞·普萊契，英國奇幻文學作家（2015年逝世）
- 1948年：梁小龙，香港武打演員
- 1949年：保羅·蓋佛爾，美國演員
- 1950年：傑·雷諾，美國脫口秀主持人
- 1951年：黎漢持，香港男演員（2013年逝世）
- 1952年：友永和秀，日本動畫師
- 1965年：郭蔭庶，前警務處副處長（管理），現任香港公務員學院院長
- 1960年：鄭家富，香港政界人物
- 1963年：柳仲逸，韓國職業棒球運動員、教練
- 1964年：阿賈伊·卡卡爾，英國外科醫生
- 1966年：讓-呂克·克雷捷，法國男子高山滑雪運動員
- 1967年：包小松，台灣歌手、作曲人、制作人
- 1967年：包小柏，台灣歌手、作曲人、制作人
- 1968年：區海倫，香港女歌手
- 1968年：川上量生，日本企業家
- 1969年：刘仪伟，中國主持人、演員、導演
- 1969年：艾雷迪，台灣漫畫家
- 1970年：，阿根廷足球教练及前足球运动员
- 1972年：傑森·霍爾，美國編劇、電影導演
- 1972年：塞尔吉奥·马萨，阿根廷政治人物、律師
- 1974年：何炅，中國主持人
- 1974年：潘妮洛普·克鲁兹，西班牙女演員
- 1975年：馬國畢，台灣藝人
- 1977年：柯宇綸，台灣演員
- 1979年：紀佳松，台灣歌手、音樂制作人、詞曲創作人
- 1979年：小林亮寬，日本棒球選手
- 1981年：潔西卡·艾芭，美國電視、電影演員
- 1983年：藤原可可亞，日本漫画家（2015年逝世）
- 1984年：呂國緯，台灣男子樂團MP魔幻力量成員
- 1984年：豐永利行，日本男性聲優
- 1984年：大桥步夕，日本女性聲優
- 1985年：玛丽亚·沃龙佐娃，俄罗斯内分泌学家，弗拉基米尔·普京长女
- 1987年：林宜芝，香港女模特
- 1988年：徐凯希，台灣主持人
- 1988年：王史提芬，香港單車選手
- 1988年：桑·馬達，西班牙足球運動員
- 1989年：陳庭妮，台灣女藝人
- 1989年：前田玲奈，日本女性聲優
- 1989年：金圣圭，韓國男子偶像團體INFINITE成員
- 1992年：黃子菲，香港女模特
- 1992年：田中愛美，日本女性聲優
- 1993年：莫德·沙朗，加拿大女子舉重運動員
- 1994年：余思霆，香港無線電視藝員
- 1994年：金元弼，韓國男子偶像樂團DAY6成員
- 1995年：郭芝吟，台灣女歌手
- 1996年：张雅钦，中國女演員
- 1996年：東尼·雷佛羅里，美國男演員
- 1998年：椚亚李纱，日本模特儿
- 1998年：宮田愛萌，日本女子偶像團體日向坂46成員
- 1999年：韓雪振，中國男子拳擊運動員

## 逝世
- 1192年：蒙費拉托的科拉多，蒙費拉托侯爵（生年不詳）
- 1721年：瑪麗·里德，英國海盜（1685年出生）
- 1740年：巴吉拉奧一世，馬拉塔帝國將軍（1700年出生）
- 1842年：以利亞·潘恩，美國法官、政治人物（1757年出生）
- 1849年：勒內-普里梅韋勒·萊松，法國外科醫生、博物學家（1794年出生）
- 1858年：约翰内斯·彼得·米勒，德國生理學家、海洋生物學家、解剖學家（1801年出生）
- 1903年：喬賽亞·威拉德·吉布斯，美國科學家（1839年出生）
- 1910年：愛德華·波特·亞歷山大，南北戰爭的邦聯將領（1835年出生）
- 1918年：加夫里洛·普林齐普，塞尔维亚民族主义者，塞拉耶佛事件主犯（1894年出生）
- 1927年：李大钊，中国革命家，中國共產黨創始人之一（1889年出生）
- 1938年：扈先梅，中华民国国民革命军第一0二师三0六旅少将旅长（1896年出生）
- 1945年：貝尼托·墨索里尼，義大利政治人物、獨裁者，第27任義大利總理（1883年出生）
- 1945年：克拉拉·貝塔奇，義大利人，貝尼托·墨索里尼的情婦（1912年出生）
- 1949年：奧蘿拉·奎松：菲律賓自由邦總統曼努埃爾·奎松的妻子
- 1964年：亞歷山大·夸黑，法國著名科學哲學家與科學史學家，第一個提出「科學革命」說法的史學家（1892年出生）
- 1987年：班·林德，美國工程師、國際主義者，在尼加拉瓜遭到美國支持的反政府組織刺殺（1959年出生）
- 2008年：徐芳，中國詩人（1912年出生）
- 2021年：迈克爾·科林斯，美國宇航员（1930年出生）
- 2019年：理查德·盧加爾，美國政治人物（1932年出生）[1]

## 节假日和习俗
- 世界安全生产与健康日（英语：Workers' Memorial Day），或稱國際工殤日
- 羅馬帝國：向佛洛拉（罗马神话中的花神）献礼的福罗拉丽亚节第一日
- 巴哈伊信仰：Jamál（Beauty）的节日，巴哈伊历法第三个月的第一天
- ：英雄日（英语：Heroes' Day）